# Тютчево (Московская область)
Тютчево — деревня в Наро-Фоминском районе Московской области, входит в состав муниципального образования Городское поселение Верея. До 2006 года Тютчево входило в состав Симбуховского сельского округа.
Деревня расположена в западной части района, на правом берегу реки Исьма, в 9 км к северо-востоку от города Верея, высота центра над уровнем моря 179 м. Ближайшие населённые пункты — Симбухово в 2,5 на северо-восток, Монаково в 3 км на запад и Купелицы в 2,5 км на юго-запад.

## Население
| 2002 | 2006 | 2010 |
| ---- | ---- | ---- |
| 36   | ↘34  | ↘30  |